# Yano-kun no Futsū no Hibi
Yano-kun no Futsū no Hibi (矢野くんの普通の日々?) es una serie de manga japonesa escrita e ilustrada por Yui Tamura. La serie comenzó a serializarse en el sitio web Comic Days de Kōdansha en junio de 2021. Una adaptación cinematográfica de acción real se estrenó en cines japoneses en noviembre de 2024. Una adaptación a serie de anime producida por Ajia-do Animation Works se estrenará en octubre de 2025.

## Personajes
Tsuyoshi Yano (矢野剛 Yano Tsuyoshi?)
 Seiyū: Kōhei Amasaki
Kiyoko Yoshida (吉田清子 Yoshida Kiyoko?)
 Seiyū: Yuka Nukui
Yūdai Hashiba (羽柴雄大 Hashiba Yūdai?)
 Seiyū: Taito Ban
Izumi (泉?)
 Seiyū: Rie Takahashi
Mei Yuzukawa (柚川メイ Yuzukawa Mei?)
 Seiyū: Atsumi Tanezaki
Haruto Tanaka (田中晴人 Tanaka Haruto?)
 Seiyū: Ryota Iwasaki

## Contenido de la obra

### Manga
Yano-kun no Futsū no Hibi está escrita e ilustrada por Yui Tamura y comenzó a serializarse en el sitio web Comic Days de Kōdansha el 27 de junio de 2021. Sus capítulos se han recopilado en diez volúmenes tankōbon hasta marzo de 2025.
| Volúmenes de manga publicados | Volúmenes de manga publicados | Volúmenes de manga publicados |
| Número                        | Fecha de lanzamiento          | ISBN                          |
| ----------------------------- | ----------------------------- | ----------------------------- |
| 1                             | 10 de noviembre de 2021       | ISBN 978-4-06-525930-6        |
| 2                             | 9 de febrero de 2022          | ISBN 978-4-06-526748-6        |
| 3                             | 8 de junio de 2022            | ISBN 978-4-06-528095-9        |
| 4                             | 12 de octubre de 2022         | ISBN 978-4-06-529451-2        |
| 5                             | 8 de marzo de 2023            | ISBN 978-4-06-530720-5        |
| 6                             | 13 de septiembre de 2023      | ISBN 978-4-06-529451-2        |
| 7                             | 14 de febrero de 2024         | ISBN 978-4-06-534457-6        |
| 8                             | 10 de julio de 2024           | ISBN 978-4-06-529451-2        |
| 9                             | 13 de noviembre de 2024       | ISBN 978-4-06-537332-3        |
| 10                            | 12 de marzo de 2025           | ISBN 978-4-06-538766-5        |

### Película de acción real
Se anunció una adaptación cinematográfica de acción real el 4 de julio de 2024. La película está producida por Shochiku y dirigida por Takehiko Shinjō, con guiones de Noriaki Sugihara, Kei Watanabe y Hajime Ibuki, y música de Nobuaki Nobusawa. El estreno en cines japoneses fue el 15 de noviembre de 2024. Incluye la canción "Staying with You" de Travis Japan.

### Anime
También se anunció una adaptación al anime el 4 de julio de 2024. Posteriormente se confirmó que sería una serie de televisión producida por Happinet, animada por Ajia-do Animation Works y dirigida por Shinpei Mitsuo, con Deko Akao a cargo de la composición, Toshihasa Kaya al diseño de personajes y Hideakira Kimura a cargo de la música. Su estreno está previsto para octubre de 2025 en Nippon TV y otros canales. El tema de apertura, "Pop Life", está interpretado por Fantastics from Exile Tribe.